# Ferdinand Pamberger
Ferdinand Pamberger (* 13. November 1873 in Köflach; † 1. Februar 1956 in Graz) war ein österreichischer Maler und Grafiker.

## Leben
Pamberger studierte an der Höheren Graphischen Bundes-Lehr- und Versuchsanstalt Wien unter Viktor Jasper und Joseph Eugen Hörwarter (1854–1925) sowie an der Wiener Kunstgewerbeschule unter Franz v. Matsch. Ab 1902 war er Professor an der Staatsgewerbeschule in Graz. Er gründete 1923 den Werkbund in Graz.
Im Kriegsjahr 1915 wurde Pamberger vom Landsturmdienst erhoben und dem k.u.k. Kriegspressequartier zugeteilt. Er leitete die Kunstgruppe und fungierte als Verbindungsoffizier unter General Svetozar Boroëvić von Bojna. Dabei machte er die Kämpfe an der Isonzofront 1915–1917 und die Offensive bis an den Piave mit. Pamberger stellte seine Werke in allen Ausstellungen des Kriegspressequartiers aus. Viele seiner Werke befinden sich heute im Heeresgeschichtlichen Museum in Wien.
Pamberger war 1925 Mitbegründer des Künstlerbundes Graz, der nationalsozialistisch eingestuft wird. Ebenso war er Mitglied des Arischen Schlaraffenbunds Österreich, der Rotary (ausgetreten 1934), Mitglied im Christlich Sozialen Angestelltenbund, Vorstandsmitglied der Grazer Urania und der Vaterländischen Front. 1938 war er auf der Großen Deutschen Kunstausstellung in München vertreten. Zum 1. Mai desselben Jahres trat er der NSDAP bei (Mitgliedsnummer 6.290.884). Er blieb in der Zeit des Nationalsozialismus ein angesehener und erfolgreicher Künstler. Im Jahr 1943 erhielt er in Graz den Kulturpreis der Stadt der Volkserhebung verliehen. Auch nach dem Zweiten Weltkrieg war er in zahlreichen Ausstellungen vertreten. 1947–48 war er (wie schon 1932–34) Präsident des Künstlerbundes Graz. Anlässlich seines 80. Geburtstages 1953 veranstaltete die Neue Galerie Graz eine Ausstellung mit einem Querschnitt seines Schaffens.

## Ehrung
Die Pambergergasse in Graz wurde 1971 nach ihm benannt. Eine ExpertInnenkommission stufte 2017 die Benennung als „höchst bedenklich“ ein. 2022 beschloss der Grazer Gemeinderat perspektivisch die Umbenennung der Gasse.

## Werke
- Abgestürztes österreichisches Flugzeug, 1916, Bleistift auf Papier, 30,3 × 38,3 cm (Heeresgeschichtliches Museum Wien)
- Alt Graz im Schnee, Tafelbild, Öl; 1938 auf der Großen Deutschen Kunstausstellung ausgestellt und von Hitler erworben[6]